# Jonathan Grounds
Jonathan Martin Grounds, né le 2 février 1988 à Thornaby-on-Tees, est un footballeur anglais qui évolue au poste de défenseur à Exeter City.

## Biographie
Le 2 juin 2014 il rejoint Birmingham City.
Le 13 août 2018, il est prêté à Bolton Wanderers.
Le 17 septembre 2020, il rejoint Swindon Town.